# 1603.
◄ | 16. stoljeće | 17. stoljeće | 18. stoljeće | ►
◄ | 1570-ih | 1580-ih | 1590-ih | 1600-ih | 1610-ih | 1620-ih | 1630-ih | ►
◄◄ | ◄ | 1600. | 1601. | 1602. | 1603. | 1604. | 1605. | 1606. | ► | ►►
Arhitektura • Astronomija • Glazba • Kazalište • Kiparstvo • Knjige • Književnost • Kršćanstvo • Medicina • Politika • Pravo • Promet • Slikarstvo • Znanost

## Smrti
- 24. ožujka — Elizabeta I., engleska kraljica (* 1533.)
- 4. svibnja – Juraj IV. Zrinski, hrvatski velikaš iz obitelji Zrinski (* 1549.)
- 22. srpnja — Łukasz Górnicki, poljski humanist, pjesnik i državnik (* 1527.)